# قائمة رسل السلام التابع للأمم المتحدة

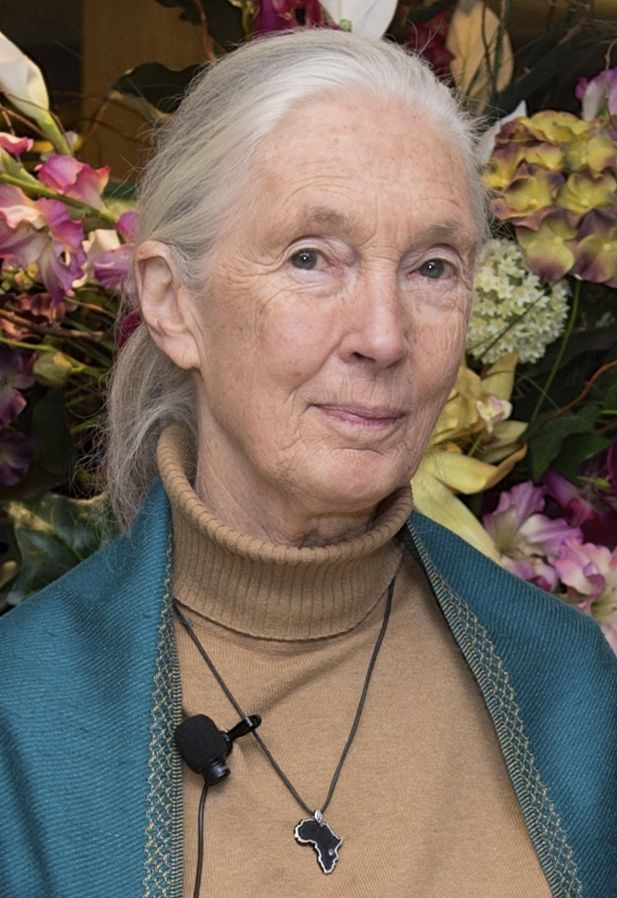
صورة لعضو في الأمم المتحدة : Jane Goodall

رسل السلام هم شخصيات وقع الاختيار عليهم من قبل الأمم المتحدة، و يكونون عادة فنانين أو رياضيين أو ذوي أعمال إنسانية هامة.
بعد إنشائها في أواخر القرن العشرين، منحت هذه الميزة والمكافأة لخمسة عشرا شخصا كانوا قد وافقوا على الإعطاء من وقتهم وشهرتهم لأعمال تابعة للأمم المتحدة.
من بين المستلمين لهذه المهمة لسنة 2008:
- الممثل والمنتج جورج كلوني الذي منحت له هذه الميزة لمساهماته في نزاع دارفور في دارفور.
- الممثلة تشارليز ثيرون، لمساعداتها الملحوظة للأطفال في جنوب أفريقيا.

رسل السلام الحاليين هم:
- مايكل دوغلاس معين منذ 1998.
- إيلي فيزيل معين منذ 1998.
- جان جودل معين منذ 2002.
- يويو ما معين منذ 2006.
- الأميرة هيا بنت الحسين معينة منذ 2007.
- دانييل بارينبويم معين منذ 2007.
- باولو كويلو معين منذ 2007.
- ميدوري غوتو معين منذ 2007.
- جورج كلوني معين منذ 2008.
- تشارليز ثيرون معينة منذ 2008.
- ستيفي وندر معين منذ 2009.
- وانجاري ماثاي معينة منذ 2009.

و الرسل السابقين هم: محمد علي كلاي وفيجاي أمريتراج وآنا كاتالدي وإنريكو ماسياس ووينتون مارساليس ولوتشانو بافاروتي.

## روابط خارجية
- رسل السلام على موقع الأمم المتحدة.